# Quinara

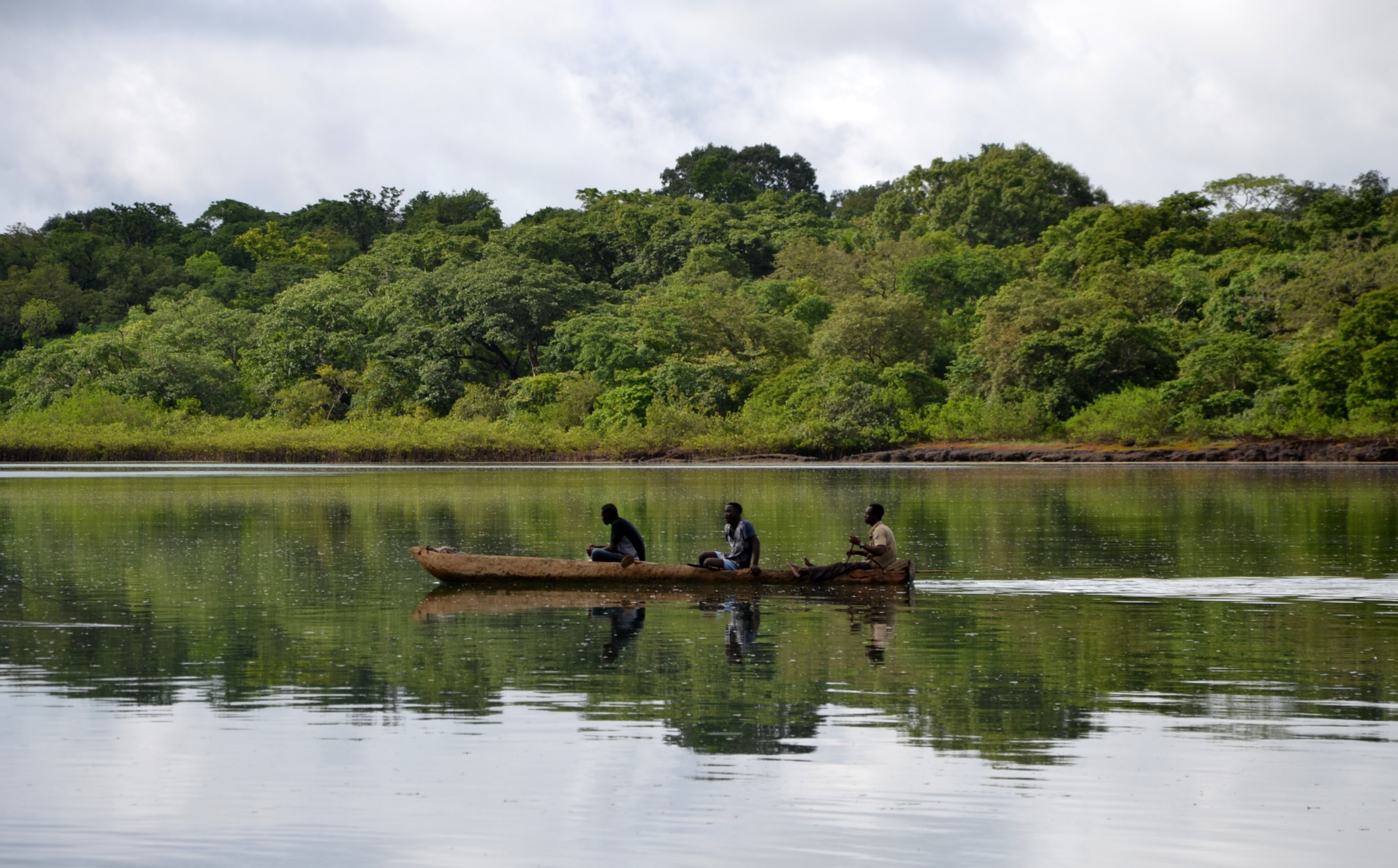
En naviguant dans le Quinara, juillet 2018.

Quinara est une région de Guinée-Bissau dont la capitale est Buba.

## Géographie
La région possède une façade océanique avec l'Atlantique au nord et à l'ouest.

## Secteurs

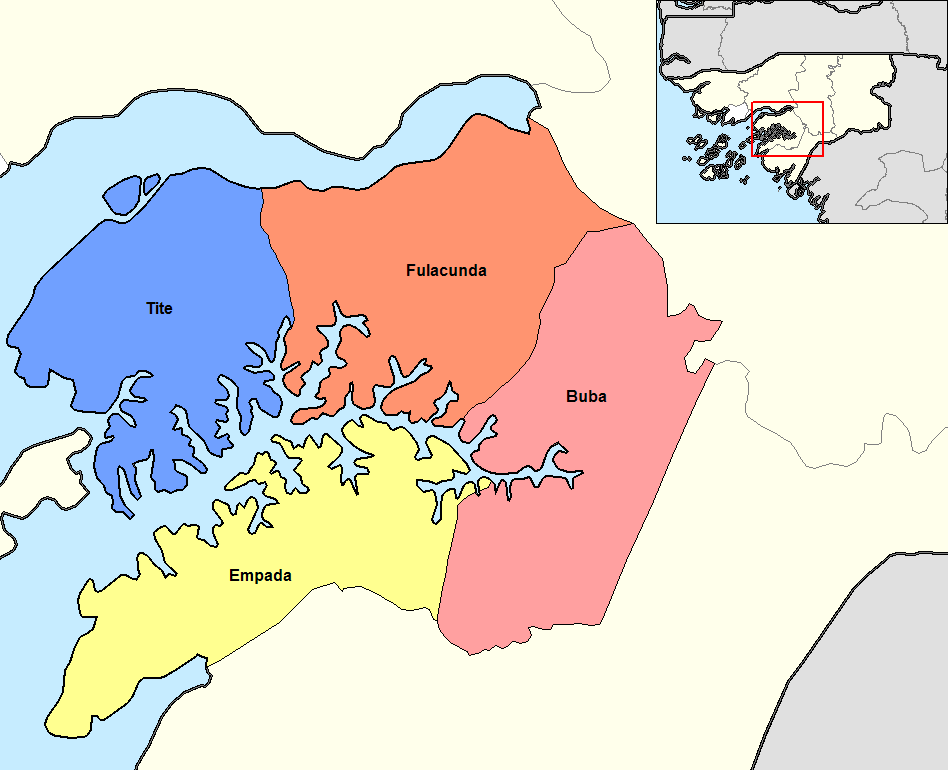
Secteurs de la région de Quinara.

La région de Quinara est divisée en 4 secteurs :
- Buba ;
- Empada ;
- Fulacunda ;
- Tite.